# Де Пейер, Жерваз Алан
Жерваз Алан де Пейер (англ. Gervase Alan de Peyer; 11 апреля 1926, Лондон — 4 февраля 2017) — британский кларнетист. Племянник пианистки Этель Бартлет.

## Биография
Учился в Королевском музыкальном колледже у Фредерика Тёрстона. По достижении 18-летнего возраста поступил во флотский оркестр и служил в нём до завершения Второй мировой войны, затем вернулся в колледж и по его окончании продолжил обучение в Париже у Луи Каюзака.
По возвращении из Франции в 1950 г. был среди учредителей камерного ансамбля «Мелос» (в котором играл до 1974 г.). Выступал в составе Королевского филармонического оркестра, Английского камерного оркестра, оркестра «Филармония». В 1956—1972 гг. — первый кларнет Лондонского симфонического оркестра. С 1959 г. преподавал в Королевской академии музыки. В 1969 г. стал одним из основателей ансамбля камерной музыки Линкольн-центра, вследствие чего жил по большей части в Нью-Йорке.
Исполнял кларнетные концерты Пауля Хиндемита и Аарона Копленда с оркестрами под управлением авторов, записал Рапсодию для кларнета с оркестром Клода Дебюсси с оркестром «Филармония» под управлением Пьера Булеза. Наград удостаивались осуществлённые им записи концертов Моцарта, Вебера, Шпора.